# Ḫarištašši
Ḫarištašši war eine hethitische Haus- und Familiengottheit, vermutlich eine Göttin, da sie von der hethitischen Königin im Schlafzimmer auf ihrem Bett sitzend angerufen wird.
Im Kult der Göttin Ḫuwaššanna wird Ḫarištašši zusammen mit den Schicksalsgöttinnen Gulšeš und dem „günstigen Tag“ genannt; letzterer ist ein Euphemismus für den Todestag, so dass eine kultische Verbindung von Geburt, Schicksal und Todestag vorliegt. Zudem wird Ḫarištašši noch zusammen mit dem Hofgott Ḫilašši angerufen.